# 崩山 (新北市)
崩山，是臺灣新北市石碇區的一個地名，位於該區中部偏東北。相較於今日行政區，其範圍大致包括彭山里、豐田里西南部。
崩山全境位於景美溪二級支流崩山溪流域範圍內。

## 歷史
台灣清治末期，崩山地區為一街庄，稱為「崩山庄」，隸屬於文山堡。該庄西北與員潭仔坑庄為鄰，東北與玉桂嶺庄為鄰，東邊一小段與大粗坑庄為鄰，東南邊為坑仔口庄、灣潭庄，西南邊烏塗窟庄。
1901年（日治明治三十四年）11月，該庄隸屬於深坑廳，編入第十區。1903年（明治三十六年）4月，第十區的部分街庄與第九區的玉桂嶺庄合併為「石碇區」，該庄屬之。1920年（大正九年），該庄改制為「崩山」大字，隸屬於臺北州文山郡石碇庄，大字下有「崩山」、「大崙」、「磨石坑」小字名。
戰後石碇庄改制為石碇鄉，隸屬於臺北縣，大字亦改制為村。2010年（民國99年）12月，臺北縣升格為新北市，石碇鄉改制為石碇區，村改制為里。

## 交通
國道5號又稱「北宜高速公路」，大致以西北—東南走向經過崩山地區，大部屬彭山隧道範圍，未設交流道，較近的交流道為東南邊的坪林交流道及西北邊的石碇交流道。
市道106乙線是連絡木柵、坪林的道路，經過本地區。由該處往西北可前往石碇、深坑、木柵等地，往東南可前往坪林市區，過坪林拱橋後於北勢溪南岸接省道台9線。

## 學校
- 華梵大學（大部分）